# Chinesische Sozialdemokratische Partei

Parteiflagge der CSDP

Die Chinesische Sozialdemokratische Partei (CSDP, 中華社會民主黨) war eine kurzlebige kleine politische Partei in der Republik China auf Taiwan, die zwischen 1991 und 1993 existierte.

## Parteigeschichte
Die Partei entstand im Kontext des demokratischen Umbruchs von Staat und Gesellschaft in Taiwan Anfang der 1990er Jahre. Der Parteigründer Chu Kao-cheng war einer der bekanntesten Politiker Taiwans, der durch sein öffentlichkeitswirksames, provokatives Auftreten gegen die autoritäre Einparteienherrschaft der Kuomintang (KMT) Popularität erlangt hatte. Chus politische Heimat war zunächst die Demokratische Fortschrittspartei (DPP) gewesen. Nachdem er bei der Wahl 1989 in seinem Wahlkreis nicht durch die DPP nominiert worden war, kandidierte er als Unabhängiger und wurde mit einer Rekordzahl an Stimmen gewählt. Wegen dieser Verletzung der Parteidisziplin wurde er aus der DPP ausgeschlossen. Im Januar 1991 gründete Chu die CSDP. Das CSDP-Programm überlappte mit dem der DPP und KMT. Einerseits wurde die Demokratisierung Taiwans gefordert und andererseits hielt die CSDP strikt am Ein-China-Grundsatz fest und forderte die Einrichtung einer Föderativen Republik China (中華聯邦共和國) nach der Demokratisierung auch der Volksrepublik China. Bei den Wahlen zur Nationalversammlung 1991 und zum Legislativ-Yuan 1992 stellte die CSDP 58 bzw. 25 Kandidaten auf. Zu den Kandidaten gehörte auch der taiwanische Filmregisseur Hou Hsiao-Hsien, der 1992 an zweiter Position auf der CSDP-Parteiliste stand. Gewählt wurde jedoch nur Chu Kao-chen 1992, der damit der einzige gewählte Repräsentant der Partei blieb. Chu gewann 65.000 Stimmen und damit das zweitbeste Ergebnis im Landkreis Yunlin. Von Beobachtern wurde die CSDP weitgehend als Ein-Mann-Partei, personifiziert durch Chu Kao-cheng, gesehen.
Nach der Gründung der Xindang („Neue Partei“) als Abspaltung von der Kuomintang am 10. August 1993 erhielt Chu Angebote, sich der neuen Partei anzuschließen, die er zunächst aufgrund ideologischer Differenzen ablehnte. Dis CSDP war programmatisch eine Partei des linken Spektrums, während die Xindang eine konservative chinesisch-nationalistische Partei war. Letztlich überwog aber doch der große gemeinsame Nenner, das Festhalten an der Vorstellung von der Einheit Chinas, d. h. die strikte Ablehnung einer einseitigen Unabhängigkeit Taiwans. Am 28. Dezember 1994 gab die CSDP auf einer Pressekonferenz bekannt, dass die Partei aufgelöst und in die Xindang integriert worden sei.
Für die Xindang erwies sich die Fusion mit der CSDP zunächst als großer Vorteil, da sie damit auch eine Wählerbasis im Süden Taiwans gewann. Vor der Fusion hatte sie ihre Wählerbasis praktisch ausschließlich in Taipeh. Beispielhaft wurden Chu und der frühere CSDP-Vorsitzende Huang Kuo-chung 1994 als Delegierte der Xindang in den Stadtrat von Kaohsiung gewählt. Längerfristig zeigte sich, dass die ehemaligen CSDP-Parteigänger weiterhin eine kleine Fraktion innerhalb der Xindang bildeten, die die Parteieinheit störte. Im März 1997 wurde Chu wegen parteischädigenden Verhaltens aus der Xindang ausgeschlossen.